# Geyersecke
Die Grube Geyersecke war ein Eisenerzbergwerk bei Birken im Landkreis Altenkirchen in Rheinland-Pfalz.
1780 wurde die Grube erstmals erwähnt, der Betrieb dürfte allerdings älter sein. 1827 wurde der Betrieb neu gemutet. Im Jahre 1847 wurden 20,9 t Kobalterz gefördert. Um 1900 erfolgte die Konsolidation mit der 1652 erstmals erwähnten Grube Stöckerdamm zum Verbund Geyersecke-Stöckerdamm. Ab 1901 wurde eine Drahtseilbahn nach Wisserhof genutzt. 1903 wurden 13.400 t Eisenerz gefördert. 1910 wurde ein Maschinenschacht mit 400 m Teufe angelegt. Bereits 1912 wurde die Förderung eingestellt. Bis zu 155 Belegschaftsmitglieder arbeiteten in der Grube.